# 호리키타 마키
호리키타 마키(堀北 真希, 1988년 10월 16일~)는 일본의 여배우이다. 결혼 전 본명은 하라 마리나(原麻 里奈)로, 결혼 후의 성씨는 야마모토(山本)이다. 도쿄도 출신. 애칭은  마키짱(真希ちゃん), 마키마키(まきまき), 호마키(ホマキ)이다. 과거에 스위트 파워 소속이였다. 신장은 160 cm, 혈액형은 B형이다.
남편은 배우 야마모토 코지로, 2015년 결혼했다. 동생은 디자이너이자 모델의 NANAMI. 가정에 전념하고 싶다는 이유로 2017년 2월 28일자로 연예계를 은퇴했다.

## 약력
중학교 2학년이던 2002년에 부활동으로 소속해 있던 농구부를 마치고 귀가 중에, 길거리에서 스카우트되었다. 본명은 하라 마리나(原麻 里奈)로, 예명의 호리키타 마키(堀北 真希)는 소속사 사장의 오카다 나오미가 직접 작명했다.
2003년 1분기 드라마 《언제나 둘이서》(후지 TV)로 TV 첫 출연, 최종회의 엔딩에 잠시 등장 (역할의 이름은 없지만 엔딩 크레딧에 이름 표기)했다.  같은 해 7월에 영화 《코스믹 레스큐》의 주인공 오디션에 합격해 이 작품으로 영화 데뷔했다. 10월기 드라마 《휴대폰 형사 제니가타 마이》(BS-i)로 드라마 첫 주연.
2004년 2월에 영화 《시부야 괴담 2》로 영화 첫 주연.
2005년 6월기 드라마 《전차남》 (후지 TV)에서 주인공의 여동생 역을 맡았다. 이 해에는 제84회 전국 고등학교 축구 선수권 대회 초대 응원 매니저를 맡았다. 같은 해 10월기 드라마 노부타 프로듀스》 (NTV)에서 여주인공을 맡아 브레이크하였다. 같은 해에는 영화 《올웨이즈 3번가의 석양》에서의 연기가 높게 평가되어 제29회 일본 아카데미상 신인 배우상 등 각종 영화상을 수상했다.
2006년 10월기 드라마 《쿠로사기》의 요시카와 츠라라 역으로 여주인공을 맡았다. 같은 해 10월기 《철판 소녀 아카네!》(TBS)로 지상파 연속 드라마 첫 주연.
2007년 3월에 고등학교를 졸업했다. 대학 진학도 생각했지만 졸업 후에는 여배우에 전념하였다.
2008년 《아츠히메》(NHK)에서 카즈노미야 역으로 대하드라마에 첫 출연. 같은 해 10월기에는 《이노센트 러브》(후지 TV)로 게츠쿠 드라마에 첫 주연을 완수한다.
2009년 4월기 드라마  《우리집 남자》에 출연했으며, 2010년에는 《잔다르크》로 무대 첫 출연이자 주연을 맡았다.
2012년에는 NHK 연속 TV 소설 《우메짱선생》에서 오디션 없이 히로인 역할에 발탁되었고, 같은 해 연말에 제63회 NHK 홍백가합전에서는 홍팀의 사회를 맡았다.
2013년 베스트 드레서상을 수상. CM NOW 〈독자의 선택 CM 대상〉 여성 탤런트 부문 베스트 10에서는 2004년부터 10년 연속 랭크인했다.
2015년 12월 소속사가 운영하는 공식 팬클럽 〈호리키타 컬렉션 〉이 폐쇄 되었다.(2005년 3월 발족) 이후 소속사의 공식 사이트 프로필 페이지에서는 공지 사항 등의 정보를 업데이트했다.
2017년 2월 28일자로 소속사 스위트 파워와의 계약 만료와 같은 시기에 연예계 은퇴를 전격 발표했다.(자세한 내용은 아래 문단에 서술된다)

## 개인사
2015년 8월 22일, 이전의 2009년 10월기 드라마 《우리집 남자》(후지 TV)에서의 공연을 계기로 알게 된 이후, 2010년 4월의 스페셜 드라마 《우리 집의 역사》와 2015년 5월 무대 《폭풍의 언덕》에서 호흡을 거듭한 배우 야마모토 코지와 결혼하는 것이 소속사를 통해 발표 되었다. 혼인 신고는 도쿄도내의 구청에 대리인을 통해 제출. 기자 회견이나 결혼식과 피로연은 하지 않았다. 또한, 이 결혼은 당시 〈교제 0일의 결혼〉으로 화제가 되었다.
2016년 6월 20일, 호리키타의 소속사에서는 호리키타와 남편·야마모토과의 첫 아이를 임신했다고, 공식적으로 발표되었다. 그 후 같은 해 12월 18일에 호리키타의 소속사에서 호리키타가 첫 아이를 출산했다고 공식 발표했다. 성별과 출생 날짜, 체중 등의 자세한 내용은 공표되지 않았다.
2019년 4월 28일 남편·야마모토가 둘째 아이의 탄생을 보고했다.

### 활동 휴지(연예계 은퇴)
2016년 3월 하순, 호리키타가 연예계를 은퇴하는 보도가 있었지만, 이때 소속사는 부정하면서 4월 이후에는 “발표할 수 있는 일이 아니다”라고 답했다.
그러나 2017년 3월 1일, 가정에 전념하기 위해 같은 해 2월 28일자로 “연예계를 은퇴한다”라고 소속사가 발표했다. 소속사와도 계약을 갱신하지 않고 계약 만료 되었다. 최근 출연한 작품은 2016년에 방송된 드라마 《히간바나~경시청 수사 7과~》(NTV)으로, 이후 광고 CM을 제외하고는 공식 석상에 등장하지 않았다. 또한 활동 중단 발표시 모든 CM 계약을 해지한 것이 보도되었다.
발표시에는 소속사의 공식 사이트에 게재된 사무실 직원의 코멘트와 호리키타 자신의 친필에 의한 공식 성명서(언론사에 보낸 FAX로 보고)가 발령되었다. 계약 종료에 관해서는 소속사와 불화 소문이 있었지만, 이후 스포츠 신문의 취재에 사무소 측은 부인했다.
일부에서는 육아를 마친 후, 남편인 야마모토 코지의 개인 사무소에 소속하여 활동을 재개하는 설도 등장했지만, 이것에 대해서는 대표자인 야마모토의 어머니가 사무실에 소속에 관해서는 부정했지만, 활동 재개에 대해 “그녀의 생각 나름이다”라고 후에 주간지 인터뷰에서 답했다. 하지만 2020년 3월에 방송된 《행렬이 생기는 법률 상담소》(NTV)출연한 모델 NANAMI가 호리키타의 친 동생이라고 밝히면서, 언니 호리키타의 복귀에 대한 질문에 “복귀하지 않은 것은 은퇴할 때 결정했다”라고 밝혀, 호리키타가 완전히 연예계를 은퇴한 상태임이 처음으로 가족에서 밝혀 복귀도 부정되었다.

## 인물
- 좋아하는 가수는 EXILE.

- 좋아하는 음식은 일식.

- 특기는 요리, 피아노.

- 취미는 자전거와 독서. 2008년에는 12세 문학상의 제2회 특별 심사위원을 역임한 바 있다. 좋아하는 작가는 에쿠니 가오리. 또한 애니메이션이나 만화는 평소에 보고 않는다고 하지만, 자신도 출연한 《학생 제군!》과 성인이 된 이후에는 《one piece》와 《MONSTER》는 즐겨 읽고 있다.

- 깨끗한 것을 좋아하고, 집에서 시간이 있을 때는 꼭 청소를 한다.

- 여동생: NANAMI(모델겸 탤런트)

- 친구: 쿠로키 메이사

## 출연 작품
역할의 굵은 표시는 주연 작품

### 텔레비전 드라마
| 방송일자                     | 제목                                                                  | 역할                     | 방송사            | 비고                        |
| ---------------------------- | --------------------------------------------------------------------- | ------------------------ | ----------------- | --------------------------- |
| 2003년 4월 4일               | 금요일 엔터테인먼트 〈구매 대행인 모모코의 모험〉                     | 하마노 시호              | 후지 TV           |                             |
| 2003년 5월 8일               | 동물의 의사 제4회 제2막 〈타카의 손자 자랑〉                          | 안자히 타마코            | TV 아사히         |                             |
| 2003년 7월 20일              | 사랑하는 일요일 (퍼스트 스토리) 제16화 〈기차〉                       | 야마모토 치카코          | BS-i              |                             |
| 2003년 10월 5일 ~ 12월 28일  | 휴대폰 형사 제니가타 마이                                             | 제니가타 마이            | BS-i              |                             |
| 2004년 1월 24일              | 정말로 있었던 무서운 이야기 〈책이 부르는 유령〉                      | 타무라 유카리            | 후지 TV           |                             |
| 2004년                       | 이의 있음! 여자 변호사 오오카 노리에 제6화 〈스토커 범죄〉            | 후데사카 아야            | TV 아사히         |                             |
| 2004년                       | 68FILMS 도쿄 소녀 제9화 〈들판〉                                      | 아키라                   | BS-i/BS후지       |                             |
| 2004년 4월 6일               | 봄 스페셜 드라마 〈여자들의 죄와 벌〉                                 | 다카야마 아유미          | 후지 TV           |                             |
| 2004년 5월                   | 괴담신이대 (제3 시리즈) 〈유령의 집이라는 집〉                        | 이나미네 미스            | BS-i              |                             |
| 2004년 7월 8일 ~ 9월 9일     | 인간의 증명                                                           | 코오리 사야카            | 후지 TV           |                             |
| 2004년 11월 24일 ~ 12월 22일 | 디비전 1 스테이지 8 〈방과 후〉                                       | 미치다 마유코            | 후지 TV           |                             |
| 2005년 2월 26일              | 토요 와이드 극장 〈아케치 코고로VS킨다이치 코스케〉                   | 사에구사 마리나          | TV 아사히         |                             |
| 2005년 7월 7일 ~ 9월 15일    | 전차남                                                                | 야마다 아오이            | 후지 TV           |                             |
| 2005년 10월 15일 ~ 12월 17일 | 노부타 프로듀스                                                       | 코타니 노부코 (히로인)   | NTV               |                             |
| 2006년 2월 28일              | 날개가 부러진 천사들 제2밤 〈라이브 채팅〉                            | 유나                     | 후지 TV           |                             |
| 2006년 4월 14일 ~ 6월 23일   | 쿠로사기                                                              | 요시카와 츠라라 (히로인) | TBS               |                             |
| 2006년 7월                   | 엘 뽀뽀랏찌가 간다! season2                                           | 수수께끼의 소녀          | NHK               |                             |
| 2006년 8월 22일              | 정말로 있었던 무서운 이야기 여름 특별편 2006 〈6번 방〉               | 쿠보 아리사              | 후지 TV           |                             |
| 2006년 9월 23일              | 전차남디럭스 최후의 성전                                              | 야마다 아오이            | 후지 TV           |                             |
| 2006년 10월 15일 ~ 12월 10일 | 철판소녀 아카네!!                                                     | 카구라 아카네            | TBS               |                             |
| 2007년 4월 20일 ~ 6월 22일   | 학생제군!                                                             | 키무라 주리아            | ABC/TV 아사히     |                             |
| 2007년 7월 3일 ~ 9월 18일    | 아름다운 그대에게~미남♂파라다이스~                                    | 아시야 미즈키            | 후지 TV           |                             |
| 2007년 9월 22일              | 법대로 합시다!                                                        | 카메이 시즈카            | 후지 TV           |                             |
| 2007년 11월 19일             | 갈릴레오 제1시즌 제6장                                                | 모리사키 레미            | 후지 TV           | 특별 출연                   |
| 2007년 11월 30일             | 사랑으로부터 소란 전설 드라마 스페셜 〈건방진 여자〉                  |                          | NTV               |                             |
| 2008년 1월 6일 ~ 12월 14일   | 대하드라마 〈아츠히메 〉                                              | 카즈노미야               | NHK               |                             |
| 2008년 3월 17일·18일         | NTV 개국 55주년 기념 드라마 〈도쿄 대공습〉                           | 사쿠라기 하루코          | NTV               |                             |
| 2008년 10월 12일             | 아름다운 그대에게: 미남♂파라다이스 - 졸업식 & 7과 1/2                 | 아시야 미즈키            | 후지 TV           |                             |
| 2008년 10월 20일 ~ 12월 22일 | 이노센트 러브                                                         | 아키야마 카논            | 후지 TV           |                             |
| 2008년 12월 6일              | 남장 여인 카와시마 요시코의 생애                                      | 리코우란                 | TV 아사히         |                             |
| 2009년 3월 7일·14일          | NTT 도코모 드라마 스페셜 〈찬스! 그녀가 성공한 이유〉                 | 카와무라 타마키          | 후지 TV           |                             |
| 2009년 4월 14일 ~ 6월 23일   | 우리집 남자                                                           | 미네다 치사토            | 후지 TV           |                             |
| 2010년 1월 17일 ~ 3월 21일   | 특상 카바치!                                                          | 스미요시 미스즈          | TBS               |                             |
| 2010년 4월 9일 ~ 4월 11일    | 후지 TV 개국 50주년 기념 3밤 연속 스페셜 드라마 〈우리 집의 역사〉    | 야메 나미코              | 후지 TV           |                             |
| 2010년 8월 14일              | 종전 드라마 스페셜 〈귀국〉                                           | 카사이 요코 (히로인)     | TBS               |                             |
| 2010년 9월 27일              | SMAP×SMAP 정말로 있었던 사랑의 이야기 에피소드 1 〈맞추는 사랑〉      |                          | 간사이 TV/후지 TV | 쿠사나기 쓰요시와 공동 출연 |
| 2010년 10월 4일              | 기묘한 이야기 20주년 스페셜 가을 ~인기 작가 경연편~ 〈책갈피의 사랑〉 | 카가와 쿠니코            | 후지 TV           |                             |
| 2011년 4월 22일 ~ 6월 24일   | 태어나다.                                                             | 하야시다 마나미          | TBS               |                             |
| 2011년 7월 5일               | 사다 마사시 드라마 스페셜 〈고향~ 딸의 여행〉                         | 사에키 치즈루            | 후지 TV           |                             |
| 2011년 10월 10일             | 행복의 노란 손수건                                                    | 오가와 아케미            | NTV               |                             |
| 2012년 4월 2일 ~ 9월 29일    | 연속 TV 소설 〈우메짱선생〉                                           | 시모무라 우메코          | NHK               |                             |
| 2012년 10월 13일·20일        | 우메짱 선생~ 결혼 못하는 남자와 여자 스페셜~                          | 시모무라 우메코          | NHK               |                             |
| 2013년 1월 6일               | ATARU 스페셜 ~뉴욕으로부터의 도전장!!~                                | 마도카                   | TBS               |                             |
| 2013년 10월 15일 ~ 12월 24일 | 미스 파일럿                                                           | 데즈카 하루              | 후지 TV           |                             |
| 2014년 8월 10일              | 아버지의 등 제5화                                                     | 마루이 미후유            | TBS               | 특별 출연                   |
| 2014년 10월 18일             | 지옥선생 누베 제2화                                                   | 오프닝 내레이터          | NTV               | 특별 출연                   |
| 2014년 10월 24일             | 금요로드SHOW! 〈히간바나~ 여자들의 범죄파일〉                         | 쿠루미야 나기사          | NTV               |                             |
| 2014년 12월 7일              | 마츠모토 세이초 드라마 스페셜 ~안개의 깃발                            | 야나기 키리코            | TV 아사히         |                             |
| 2015년 1월 13일 ~ 3월 17일   | 새하얗다                                                              | 아리무라 쥬리            | TBS               |                             |
| 2016년 1월 13일 ~ 3월 16일   | 히간바나~경시청 수사 7과~                                             | 쿠루미야 나기사          | NTV               |                             |
| 2015년 8월 16일              | 일요일 엔터테인먼트 〈아내와 날았던 특공병〉                          | 야마우치 후사코          | TV 아사히         |                             |
| 2016년 2월 20일              | 괴도 야마네코 제6화                                                   | 쿠루미야 나기사          | NTV               | 특별 출연                   |

### 영화
| 개봉일자         | 제목                                           | 역할                          | 배급사               | 비고      |
| ---------------- | ---------------------------------------------- | ----------------------------- | -------------------- | --------- |
| 2003년 7월 11일  | 코스믹 레스큐                                  | 모치즈키 아야                 | 제이 스톰            |           |
| 2003년 11월 22일 | Seventh Anniversary                            | 나츠키                        | 스플렉스, 리베로     |           |
| 2004년           | 매너 무비 휴대폰 임사극장 〈우리〉             | 주연                          | 핸드폰 무비          |           |
| 2004년           | 위닝 경로                                      | 고바야시 마이                 | 큐슈 시네마 멀티     |           |
| 2004년 2월 7일   | 시부야 괴담                                    | 쿠보 아야노                   | 비타즈 엔드          |           |
| 2004년 2월 7일   | 시부야 괴담 2                                  | 쿠보 아야노                   | 비타즈 엔드          |           |
| 2004년 5월 8일   | 세상의 중심에서 사랑을 외치다                  | 영정 사진으로 출연            | 도호                 |           |
| 2004년           | 어머니가 있는 장소~ 태풍 일과                  | 사유리                        | 빈칸                 |           |
| 2004년 8월       | 괴담신이대 극장판 〈시선〉                     | 타키 유카리                   | 슬로우라나           |           |
| 2004년 10월 2일  | J 호러 시어터 예측                             | 와카쿠보 사유리               | 도호                 |           |
| 2005년 2월 16일  | HIRAKATA                                       | 아사카와 유이                 | 가가                 |           |
| 2005년           | 학교의 계단 ~가을 문화제편                     | 카코                          | 빈칸                 |           |
| 2005년 7월 2일   | 역경 나인                                      | 츠키다 아키코                 | 아스믹 에이스        |           |
| 2005년 7월 9일   | 히노키오                                       | 아키시마 에리코               | 쇼치쿠               |           |
| 2005년 9월 17일  | 심홍                                           | 아키바 카나코 역(어린 시절)   | 도에이               |           |
| 2005년 11월 5일  | 올웨이즈 3번가의 석양                          | 호시노 무츠코                 | 도호                 |           |
| 2006년 2월 4일   | 휴대폰 형사 더 무비: 바벨탑의 비밀             | 제니가타 마이                 | 엠·에프박스          | 우정 출연 |
| 2006년 2월 11일  | 봄이 머무는 곳                                 | 카시오 메이코(고교 시절)      | 프로그 카페          |           |
| 2006년 6월 10일  | TRICK 극장판 2                                 | 니시다 미사코                 | 도호                 |           |
| 2006년 6월 24일  | 착신아리 파이널                                | 마츠다 아스카                 | 도호                 |           |
| 2007년 3월 24일  | 아르헨티나 할머니                              | 유이 미츠코                   | 쇼치쿠               |           |
| 2007년 6월 9일   | 사랑하는 일요일 나. 사랑을 했다                | 니노미야 나기사               | 엠·에프박스          |           |
| 2007년 11월 3일  | 올웨이즈 3번가의 석양 속편                     | 호시노 무츠코                 | 도호                 |           |
| 2008년 2월 2일   | 도쿄 소년                                      | 미나토 & 나이트 (이중인격 역) | 엠·에프박스          |           |
| 2008년 3월 8일   | 극장판 쿠로사기                                | 요시카와 츠라라 (히로인)      | 도호                 |           |
| 2010년 3월 27일  | 누군가 내게 키스했다                           | 나오미                        | 도에이               |           |
| 2010년 10월 1일  | 오오쿠                                         | 오노부                        | 쇼치쿠/아스믹 에이스 |           |
| 2011년 1월 29일  | 백야행                                         | 카라사와 유키호               | 가가                 |           |
| 2011년 4월 30일  | 이것으로 된 거야! ★영화 아카츠카 후지오        | 다케다 하츠미                 | 도에이               |           |
| 2012년 1월 21일  | 올웨이즈 3번가의 석양'64                       | 호시노 무츠코                 | 도호                 |           |
| 2013년 5월 11일  | 현청 손님대접과                                | 묘진 타키                     | 도호                 |           |
| 2013년 9월 13일  | 극장판 ATARU - THE FIRST LOVE & THE LAST KILL‐ | 알레산드로 카롤리나·마도카    | 도호                 |           |
| 2013년 11월 29일 | 극장판 SPEC~클로즈~                            | 2,3초 한 장면으로 등장        | 도호                 | 특별 출연 |
| 2013년 12월 21일 | 무기코씨와                                     | 코이와 무기코                 | 팬텀 필름            |           |
| 2014년           | 쓰르라미의 일기                                | 토다 카오루                   | 도호                 |           |

### 무대
| 공연일자                   | 제목                       | 역할               | 장소                                      | 비고                                       |
| -------------------------- | -------------------------- | ------------------ | ----------------------------------------- | ------------------------------------------ |
| 2010년 11월 ~ 12월         | 잔다르크                   | 잔다르크           | 도쿄 아카사카 ACT 시어터·우메다 예술 극장 | 연출: 시라이 아키라, 각본: 나카시마 카즈키 |
| 2013년 4월 3일 ~ 30일      | 두 도시 이야기             | 사쿠야 / 미미      | 도쿄 도큐 시어터 오브                     | 연출: 이타가키 쿄이치, 각본: 츠치다 히데키 |
| 2014년 2월 26일 ~ 3월 16일 | 9days Queen ~9일간의 여왕~ | 레이디 제인 그레이 | 도쿄 아카사카 ACT 시어터                  | 연출: 시라이 아키라, 각본: 아오키 고       |
| 2015년 5월                 | 폭풍의 언덕                | 캐서린 언쇼우      | 닛세이 극장                               | 각본·연출: G2                              |

### 극장판·TV 애니메이션
| 개봉/방송일자    | 제목                            | 역할          | 배급사/방송사 | 비고                 |
| ---------------- | ------------------------------- | ------------- | ------------- | -------------------- |
| 2008년 3월 8일   | 도라에몽 노비타와 초록의 거인전 | 리레          | 도호          | 극장판 애니메이션    |
| 2008년 12월 16일 | 레이튼 교수와 영원의 가희       | 루크 소년     | 도호          | 극장판 애니메이션    |
| 2009년 3월 28일  | 플라이 미 투 더 문              | 너트 (일본판) | T-JOY/사라이  | 미국 장편 애니메이션 |

### 외화 더빙
| 개봉일자        | 제목       | 역할                                    | 배급사      | 비고                     |
| --------------- | ---------- | --------------------------------------- | ----------- | ------------------------ |
| 2015년 10월 9일 | 판타스틱 4 | 슈 스톰/인 비저블 우먼 (케이트 마라 분) | 20세기 폭스 | 미국 영화, 일본어판 더빙 |

### 게임
- 레이튼 교수 시리즈 (닌텐도 DS) - 루크 소년 역
  - 레이튼 교수와 이상한 마을 (2007년 2월 15일)
  - 레이튼 교수와 악마의 상자 (2007년 11월 29일)
  - 레이튼 교수와 마지막 시간 여행 (2008년 11월 27일)
  - 레이튼 교수와 악마의 피리 (2009년 11월 26일)
  - 레이튼 교수와 기적의 가면 (2011년 2월 26일)

## 그 외 출연

### 다큐멘터리
- 그 후의 일본을 보러. ~소녀와 철도·일필의 여름 (2004년 7월 9일, 후지 TV NONFIX)
- 그 전에 나를 보러.~ 소녀와 철도·2005년의 봄 (2005년 5월 18일, 후지 TV NONFIX)
- 호리키타 마키 10대 마지막 대모험! 유럽 3개국 자전거 200km의 여행 (2007년 12월 8일, 후지 TV)
- 호리키타 마키와 남해 표주박섬 10명의 아이들~ 여기는 우리들의 멋진 파라다이스 (2008년 10월 10일, 후지 TV)
- 빛나는 여자 (2012년 12월 16일 (전편)·2012년 12월 23일 (후편), NHK BS 프리미엄)
- 9일의 여왕 ~호리키타 마키가 본 영국 왕국의 사랑과 슬픔~ (2014년 2월 15일 (2014년 2월 16일, BS-TBS) - 네비게이터
- 호리키타 마키 그리스 기행 ~신화의 나라 여신들을 찾아~ (2015년 1월 17일, BS 후지)
- 일본 기행 〈마음을 잇는 편지의 숙소 ~이와테 노다무라~〉 (2015년 8월 13일, NHK 종합) - 안내인
- 소안 여행자 〈호리키타 마키 프랑스편 ~보르도 와인 기행~〉 (2015년 11월 21일, NHK BS 프리미엄) - 네비게이터

### 라디오
- SCHOOL OF LOCK!~GIRLS LOCKS!~ (2005년 10월 ~ 2009년 5월, 매월 둘째주 월 ~ 목요일, 22:15 ~ 22:28, JFN·TOKYO-FM) - 퍼스널리티
- 25th ANNIVERSARY SPECIAL ~J-WAVE SELECTION 25세의 초상화~ (2013년 4월 14일·21일·28일 J-WAVE) - 네비게이터

### 광고 (CM)
- NTT 도코모 (2003년)
  - 도코모의 당신에게 Answer를. 〈docomo STYLE series〉 (2007년 ~ 2015년)
  - 한 사람과 하나. walk with you (2010년) - 기무라 카에라와 공동 출연
- 닌텐도 〈게임 보이 어드밴스 파이어 엠블렘~ 열화의 검~〉 (2003년 4월)
- 시세이도
  - 에프티 시세이도 (2003년 ~ 2005년)
  - SEA BREEZE (2007년 4월 ~ 2009년)
  - 츠바키 샴푸 (2009년 4월) - 아오이 유우, 나카마 유키에, 히로스에 료코, 다케우치 유코, 스즈키 쿄카와 공동 출연
- 후지 필름
  - 후지 칼라 디지털 카메라 프린트 (2004년 3월 ~ 2012년)
  - 메타바리아 NEO (2010년) - 츠카지 무가와 공동 출연
- 닛신보 홀딩스 코튼 필 (2004년 ~ 2005년)
- 롯데
  - 에어즈 초콜릿 (2005년 ~ 2012년)
  - 가나 밀크 초콜릿 (2006년 ~ 2008년) - 나가사와 마사미, 우에토 아야와 공동 출연
  - 아이스 de 요구르트 (2006년) - 홋카이도·주부·간사이 지역 한정 (2007년부터 관동, 히로시마 지역 등에서도 방영)
  - 규귯토 아이스크림 (2008년 ~ 2010년)
  - 샤롯데 아이 (2010년) - 나가세 토모야와 공동 출연
  - FREBA (2011년 ~ 2012년)
- 가정교사의 트라이 트라이 @ HOME (2005년 ~ 2006년)
- 산토리
  - 낫짱 (2006년 6월 ~ 2009년)
  - 호로요이 (2009년 ~ 2015년) - 사토 타케루, 나가야마 켄토와 공동 출연
  - 산토리 그룹 응원 CM (2011년)
- 하우스식품 〈레이샤브드레싱, 카레〉 (2007년 ~ 2008년)
- 미츠이 스미토모 해상 그룹 (2007년 ~ 2016년)
- 주식회사 코나카 (2007년 ~ 2008년)
- 빅터 엔터테인먼트 GOING UNDER GROUND 〈첫사랑〉 싱글 CM (2008년 3월)
- 혼다 자동차 〈스텝 웨건 100만대 기념〉 (2008년)
- 정보처리기술자 시험 IT 여권 시험 광고 (2008년)
- 바슈롬·재팬 〈re.nu·모이스트 드롭〉 (2011년 ~ 2016년)
- 레오 팔레스 21 (2011년 ~ 2015년)
- 크라시에 홀딩스 〈이치카미 샴푸〉 (2012년 ~ 2016년)
- 모리나가 유업 〈알로에 요구르트〉 (2012년 ~ 2016년)
- 소니 뮤직 레코드 kaho 〈every hero / Strong Alone〉 싱글 CM (2013년 10월)
- 스즈키 자동차 〈스파시아〉 (2013년 ~ 2015년)
- 사이클 기반 아사히 (2013년 ~ 2015년)
- 도쿄 메트로 〈Color your days.〉 (2013년 4월 ~ 2016년 3월)
- 리츠 (2014년 2월 ~ 2017년 2월)
- 라이온 〈크리니카〉 (2014년 2월 ~ 2017년 2월)

### 기타·모델·이미지 캐릭터
- 전국방범협회 연합회 마약 캠페인 포스터 (2004년 5월 ~ 2005년)
- 일본 국토교통성 도시 녹화 월간 포스터 (2005년)
- 일본 국토교통성 자동차 손해 배상 책임 보험 포스터 (2006년)
- 중앙노동재해방지협회 〈전국노동위생〉 주간 포스터 (2006년)

### PV
- 레미오로멘 〈3월 9일 (3月9日)〉(2004년)
- Janne Da Arc 〈뒤돌아 보면 (振り向けば…)〉 (2006년)
- 범프 오브 치킨 〈눈물의 고향 (涙のふるさと)〉 (2006년)
- 고잉 언더 그라운드 〈첫사랑 (初恋)〉 (2008년)

### DVD
- 메이킹 오브 COSMIC RESCUE (2003년, 제네온 엔터테인먼트) - 영화 메이킹 DVD
  - NONFIX 그 앞의 일본을 보고. (포니 캐년)
  - ~소녀와 철도~ (2004년) - 다큐멘터리 NONFIX # 425의 재구성~ ** 소녀와 철도 큐슈 편~ (2005년) - 다큐멘터리 NONFIX # 464의 재구성
- HINOKIO INTER GALACTICA LOVE~ 로봇 너머의 러브 스토리~ - 영화 메이킹 DVD
- 호리키타 마키 BIG COMIC SPIRITS SPECIAL EDITION MAKI HORIKITA -비행기운- (2005년, 쇼가쿠칸) - 편의점에서만 발매 (2006년 3월 1일 일반 발매)
- 《ALWAYS 3번가의 석양》 석양 도시의 비밀 (2005년, 밥) - 영화 메이킹 DVD
- 호리키타 마키 Castella DVD (2006년 5월 1일, 와니북스)
- 호리키타 마키 × 쿠로키 메이사 short film 너의 손가락 (2006년) - 편의점에서만 발매
- 호리키타 마키 10대 마지막 대모험! 유럽 3개국 자전거 200 킬로미터의 여행 (2008년 5월 30일, 후지 TV)
- 호리키타 마키와 남해 표주박 섬 10명의 아이들 (2008년 12월 17일, 포니 캐년)

## 서적

### 사진집
- 호리키타 진화론 (2004년, 아스콤) ISBN 4-7762-0135-6
- 호리키타 마키 스쿨 캘린더 북 2005.4 → 2006.3 (2005년, 카도카와 서점) ISBN 4048944606
- 비행기운 (2005년, 쇼가쿠칸) ISBN 4-09-101222-1
- Castella 카스테라 (2006년, 와니북스) ISBN 4-8470-2928-3
- 호리키타 마키 & 쿠로키 메이사 사진집 missmatch (2006년, 쇼가쿠칸) ISBN 4-09-363705-9
- Cinematic (2007년, 피아) ISBN 978-4-8356-1661-2
- S (2008년, 매거진 하우스) ISBN 978-4-8387-1915-0
- Dramatic (2013년, 매거진 하우스) ISBN 978-4-8387-2604-2

### 캘린더
- 호리키타 마키 2004년 캘린더 (2003년, TRY-X (로모)) ISBN 4-7774-0085-9
- 호리키타 마키 2005년 캘린더 (2004년, TRY-X (로모)) ISBN 4-7774-1054-4
- 호리키타 마키 학교 일정 BOOK 2005.4 - 2006.3 (2005년, 카도카와 서점) ISBN 4-04-894460-6
- 호리키타 마키 2006년 캘린더 (2005년, TRY-X (로모)) ISBN 4-7774-2044-2
- 호리키타 마키 2007년 캘린더 (2006년, TRY-X (로모))
- 호리키타 마키 2008년 캘린더 (2007년, TRY-X (로모))
- 호리키타 마키 2009년 캘린더 (2008년, TRY-X (로모))
- 호리키타 마키 2010년 캘린더 (2009년, TRY-X (로모))
- 호리키타 마키 2011년 캘린더 (2010년, TRY-X (로모))
- 호리키타 마키 2012년 캘린더 (2011년, TRY-X (로모))
- 호리키타 마키 2013년 캘린더 (2012년 10월 3일, TRY-X)
- 호리키타 마키 2014년 캘린더 (2013년 10월 16일, TRY-X)
- 호리키타 마키 2015년 캘린더 (2014년 10월 15일, TRY-X)
- 호리키타 마키 2016년 캘린더 (2015년 10월, TRY-X)

### 포토 에세이
- 호리키타 마키 포토 에세이 〈코토노하, 반짝.〉(2006년, 카쿠슈우켄큐우샤) ISBN 978-4768302354

### 시네마 비주얼 북
- 호리키타 마키 in 사랑하는 일요일 나. 사랑을 했다 Bomb Perfect Visual Book (2007년, 학연 플러스) ISBN 978-4-05-403359-7

### 잡지 연재
- 코토노하, 반짝. (CM NOW 2004년 7월·8월호 ~ 2006년 9월·10월호, 겐코샤)
- Piece of Maki (CM NOW 2006년 10월호 ~ 2014년 3·4월호, 겐고샤)

## 수상 경력
| 연도   | 시상식                                     | 부문                 | 작품                                             | 출처   |
| ------ | ------------------------------------------ | -------------------- | ------------------------------------------------ | ------ |
| 2005년 | 제27회 요코하마 영화제                     | 최우수 신인상        | 올웨이즈 3번가의 석양, 역경 나인, 히노키오, 심홍 |        |
| 2005년 | 제10회 일본 인터넷영화대상                 | 신인상               | 올웨이즈 3번가의 석양, 역경 나인, 히노키오, 심홍 |        |
| 2006년 | 제46회 더 텔레비전 드라마 아카데미상       | 여우조연상           | 노부타 프로듀스                                  |        |
| 2006년 | 엘란도르상                                 | 신인상               | 빈칸                                             |        |
| 2006년 | TV LIFE 제15회 연간 드라마 대상 2005       | 여우조연상           | 노부타 프로듀스                                  |        |
| 2006년 | 제29회 일본 아카데미상                     | 신인 배우상          | 올웨이즈 3번가의 석양                            |        |
| 2006년 | 제43회 골든애로상                          | 신인상               | 빈칸                                             |        |
| 2006년 | TVnavi 드라마 오브 더 이어 2005            | 최우수 신인상        | 노부타 프로듀스                                  |        |
| 2006년 | 제49회 더 텔레비전 드라마 아카데미상       | 여우조연상           | 쿠로사기                                         |        |
| 2006년 | MTV STUDENT VOICE AWARDS 2006              | 최우수 청소년 연기상 | 빈칸                                             |        |
| 2007년 | 제4회 전국미용주간 〈더 뷰티 위크 어워드〉 | 쇼트 헤어부문        | 빈칸                                             |        |
| 2007년 | 제54회 더 텔레비전 드라마 아카데미상       | 여우주연상           | 아름다운 그대에게~미남♂파라다이스~               |        |
| 2007년 | VOGUE NIPPON Women of the Year 2007        | 올해의 여성부문      | 빈칸                                             |        |
| 2008년 | 제19회 일본 베스트 주얼리 드레서 시상식    | 10대 부문            | 빈칸                                             |        |
| 2008년 | TV LIFE 제17회 연간 드라마 대상 2007       | 여우주연상           | 아름다운 그대에게~미남♂파라다이스~               |        |
| 2008년 | 제31회 일본 아카데미상                     | 우수 여우조연상      | 올웨이즈 3번가의 석양 속편                       |        |
| 2008년 | 제11회 닛칸 스포츠 드라마 그랑프리         | 여우주연상           | 아름다운 그대에게~미남♂파라다이스~               |        |
| 2008년 | 제5회 COTTON USA 어워드 Miss COTTON USA    | 여배우 부문          | 빈칸                                             |        |
| 2009년 | 베스트 (가죽)레더니스트 2009               | 여성 부문            | 빈칸                                             |        |
| 2010년 | 제9회 Ms.Lily2010                          | 여배우 부문          | 빈칸                                             |        |
| 2012년 | 만년필 베스트 코디네이트 대상              | 여성 부문            | 빈칸                                             |        |
| 2012년 | 제74회 더 텔레비전 드라마 아카데미상       | 여우주연상           | 우메짱 선생                                      |        |
| 2013년 | TVnavi 드라마 오브 더 이어 2012            | 최우수 여우주연상    | 우메짱 선생                                      |        |
| 2013년 | 제16회 닛칸 스포츠 드라마 그랑프리         | 최우수 여우주연상    | 우메짱 선생                                      |        |
| 2013년 | 제42회 베스트 드레서상                     | 예능 부문            | 빈칸                                             | [ 13 ] |

### 내용주
1. ↑  후지와라 타츠야와 공동 주연
2. ↑  사쿠라이 쇼와 공동 주연
3. ↑  나리미야 히로키와 공동 주연
4. ↑  2014년 스페셜, 2016년 연속 드라마 《히간바나~경시청 수사 7과~의 역할로 카메오 출연》
5. 1 2  개봉일 기준은 일본에서의 개봉일이다.
6. ↑  야쿠쇼 코지, 스즈키 쿄카와 트리플 주연
7. ↑  마츠야마 켄이치와 공동 주연
8. ↑  아사노 타다노부와 공동 주연
9. ↑  니시키도 료와 공동 주연
10. ↑  개봉·방송일자 기준은 일본에서의 공개일이다.

### 참조주
1. 1 2 3  “호리키타 마키”. 스위트 파워. 2016년 11월 26일에 원본 문서에서 보존된 문서. 2015년 5월 23일에 확인함.
2. 1 2  “호리키타 마키”. 《일본 탤런트 명감》. VIP TIMES. 2018년 6월. 2016년 10월 23일에 원본 문서에서 보존된 문서. 2015년 5월 23일에 확인함.
3. 1 2  “호리키타 마키와 야마모토 코지 결혼, 12살 차이 올해의 무대 「폭풍의 언덕」공연이 인연”. 스포니치 신문사. 2015년 8월 22일. 2016년 7월 13일에 확인함.
4. ↑  “호리키타 마키 씨의 여동생 NANAMI 텔레비전 첫 등장 인스타그램 팔로워 29만명의 인기 모델”. Sponichi Annex. 2020년 3월 22일. 2020년 3월 22일에 확인함.
5. ↑  장진리 (2017년 3월 1일). “[Oh! 재팬] 日 톱 여배우 호리키타 마키, 전격 은퇴 "가정에 충실"”. OSEN.
6. ↑  “특집 호리키타 마키”. 《QuickJapan vol.80 p33》. 오오타 출판. 2008년 10월 1일.
7. ↑  “철판 소녀 아카네!!”. 《TBS CS》. TBS테레비. 2015년 5월 30일에 확인함.
8. ↑  “인터뷰 <일요일의 히로인> 제498회 호리키타 마키”. 《nikkansports.com》 (닛칸스포츠 신문사). 2006년 1월 8일. 2016년 12월 18일에 원본 문서에서 보존된 문서. 2021년 6월 27일에 확인함.
9. ↑  “【엔터】호리키타 마키 인터뷰”. 《고교생 신문 온라인》 (주식회사 스쿨 파트너스). 2013년 5월 10일. 2021년 6월 27일에 확인함.
10. ↑  “호리키타 마키가 내년 봄 아침 드라마여 주인공으로 내정”. 《nikkansports.com》 (닛칸스포츠 신문사). 2011년 6월 16일. 2021년 6월 27일에 확인함.
11. ↑  “호리키타 마키 아침 드라마 내년 봄 히로인”. 《nikkansports.com》 (닛칸스포츠 신문사). 2011년 6월 16일. 2021년 6월 27일에 확인함.
12. ↑  “【홍백】호리키타 마키, 홍조 석패도 첫 사회에 「감동으로 가슴이 가득」”. 《오리콘 스타일》 (oricon ME). 2013년 1월 1일. 2017년 3월 6일에 확인함.
13. 1 2  “베스트 드레서상”. 일반 사단 법인 일본 남성 패션 협회. 2015년 5월 23일에 원본 문서에서 보존된 문서. 2015년 5월 11일에 확인함.
14. ↑  “호리키타 마키가 전격 은퇴! 15년 야마모토 코지와 결혼, 육아에 전념로”. 《스포츠 호치》. 2017년 3월 1일. 2017년 3월 1일에 원본 문서에서 보존된 문서. 2017년 3월 1일에 확인함.
15. ↑  “보고”. 스위트 파워. 2015년 8월 22일. 2015년 8월 22일에 확인함.
16. ↑  “야마모토 코지, 호리키타 마키 씨에게 「교제 0일 결혼」의 진상을 말한다...「아무것도 두려울게 없었다」”. 《스포츠호치》 (호치 신문사). 2017년 9월 26일. 2017년 10월 21일에 원본 문서에서 보존된 문서. 2019년 1월 29일에 확인함.
17. ↑  “야마모토 코지 씨·호리키타 마키 씨 부부의 첫 아이 생일”. 《YOMIURI ONLINE》. 2016년 12월 18일. 2016년 12월 19일에 원본 문서에서 보존된 문서. 2016년 12월 18일에 확인함.
18. ↑  “야마모토 코지, 아내 호리키타 마키 씨 둘째 아이 출산을 보고 「이제 태어났습니다」 주간지 보도에 의문”. 《ORICON NEWS》 (oricon ME). 2019년 4월 28일. 2019년 4월 28일에 확인함.
19. ↑  ““호리키타 마키 은퇴” 사무소가 부정, 4월 이후에는 〈발표 할 수 있는 일이 아니다〉”. 《나리나리닷컴》. 2016년 3월 29일. 2017년 3월 3일에 확인함.
20. ↑  “호리키타 마키가 전격 은퇴! 심야의 친필 메시지...향후 육아에 전념”. 《산스포》 (산케이 디지털). 2017년 3월 1일. 2021년 6월 27일에 확인함.
21. ↑  “호리키타 마키와 사무실에 불화도 가정 우선 받아 들여지지 않고”. 닛칸스포츠. 2017년 3월 2일. 2020년 10월 18일에 확인함.
22. ↑  “<일문일답> 호리키타 마키 씨의 은퇴 진상에 대해 시어머니·야마모토 코지의 어머니에게 물어”. 《여성자신PRIME》 (주부와 생활사). 2017년 3월 7일. 2017년 3월 7일에 확인함.